# Tyrkiet
Tyrkiet (tyrkisk: Türkiye), officielt Republikken Tyrkiet (tyrkisk: Türkiye Cumhuriyeti), er et eurasisk land, der dækker halvøen Anatolien i det sydvestlige Asien og dele af Thrakien (Rumelien) i Sydeuropas Balkanregion. Tyrkiet grænser op til otte lande: Bulgarien mod nordvest, Grækenland mod vest, Georgien mod nordøst, Armenien, Aserbajdsjan (eksklaven Nakhitjevan) og Iran mod øst; og Irak og Syrien mod sydøst. Middelhavet og Cypern ligger mod syd, mens det Ægæiske Hav og de Ægæiske Øer ligger mod vest og Sortehavet mod nord. Marmarahavet og det Tyrkiske Stræde (Bosporus og Dardanellerne) adskiller Anatolien og Thrakien. Det opfattes generelt som grænsen mellem Asien og Europa, hvormed Tyrkiet er et transkontinentalt land. Kurderne udgør den største minoritet og ca. en femtedel af landets samlede befolkning. Tyrkiet bliver ofte kritiseret for undertrykkelse af kurderne.
Grundet sin strategiske placering på to kontinenter har Tyrkiets kultur en blanding af østlige og vestlige traditioner: placeringen i det eurasiske område og med en historisk, kulturel og økonomisk indflydelse på området mellem Europa mod vest og Centralasien mod syd, Rusland mod nord og Mellemøsten mod syd har Tyrkiet opnået en strategisk betydning.
Tyrkiet er en demokratisk, sekulær, unitar konstitutionel republik, hvis politiske system blev oprettet i 1923 af Mustafa Kemal Atatürk efter det Osmanniske Riges fald i efterdønningerne af 1. verdenskrig. Siden er Tyrkiet blevet mere integreret i Vesten gennem medlemskaber af organisationer som Europarådet, NATO, OECD, OSCE og G20. Tyrkiet begyndte forhandlinger om fuldt medlemskab med EU i 2005 efter at have været associeret medlem af EEC siden 1963, og en toldunion i 1995. Imens har Tyrkiet, som et land med muslimsk majoritet, fortsat tætte kulturelle, politiske, økonomiske og industrielle relationer med den østlige verden, især med staterne i Mellemøsten og Centralasien gennem medlemskab i organisationer som OIC og ECO. Tyrkiet er klassificeret som et I-land af CIA og som en regional stormagt af politiske eksperter og økonomer over hele verden.

## Etymologi
Tyrkiets navn Türkiye på tyrkisk kan opdeles i to ord: Türk, der betyder "stærk" på oldtyrkisk og normalt bruges om Tyrkiets beboere eller et medlem af det tyrkiske folk, en senere form af "Tu–kin", et navn givet af kineserne til folket, der boede syd for Altajbjergene i Centralasien så tidligt som 177 f.Kr.; og det abstrakte suffix "-iye" (afledt af det arabiske suffix "iyya", men også kædet sammen med det middelalderlatinske suffix "-ia" og "Turchia" og det middelaldergræske suffix –ία i Τουρκία), der betyder "ejer" eller "relateret til". Den første registrerede brug af begrebet "Türk" eller "Türük" som et autonym er i de centralasiatiske Göktürkeres (Himmeltyrkere) Orkhoninskriptioner (omkring det 8. århundrede).

## Historie

### Antikken
Den anatolske halvø (også kaldet Lilleasien), som omfatter det meste af det moderne Tyrkiet, er et af de områder i verden, hvor der længst har været vedvarende beboelse. Det skyldes beliggenheden ved overgangen mellem Asien og Europa. De tidligste neolitiske bosættelser som Çatalhöyük (keramisk stenalder), Çayönü (fra før-keramisk stenalder A til keramisk stenalder), Nevali Cori (før-keramisk stenalder B), Hacilar (keramisk stenalder), Göbekli Tepe (før-keramisk stenalder A) og Mersin anses for at høre til verdens tidligste bebyggelser Opførelsen af Troja begyndte i yngre stenalder og fortsatte ind i jernalderen. Gennem den overleverede historie har de anatolske folk talt indoeuropæiske, semitiske og sydkaukasiske sprog foruden mange sprog, hvis tilhørsforhold er usikker. Med udgangspunkt i, hvor gamle de indoeuropæiske sprog hittittisk og luvisk er, har nogle sprogforskere foreslået Anatolien som det hypotetiske centrum, hvorfra de indoeuropæiske sprog er udgået.
Det første store rige i området var hittitterriget fra det 18. til det 13. århundrede f.Kr. Derefter fik frygerne, som var et andet indoeuropæisk folk magten. Deres kongerige blev ødelagt af kimmererne i det 7. århundrede f.Kr. De mægtigste af de stater, som fulgte frygerne, var Lydien, Karien og Lykien. Lydierne og lykierne talte sprog, som grundlæggende var indoeuropæiske, men begge sprog havde optaget andre elementer i sig forud for de hittittiske og hellenske perioder.
Fra omkring 1200 f.Kr var Anatoliens vestkyst  befolket af æolske og ioniske grækere. Hele området erobredes i det 5. og 6. århundrede af det persiske Achæmenide-dynasti og blev senere vundet af Alexander den Store i 334 f.Kr. Anatolien opdeltes derpå i et antal små kongedømmer (herunder Bithynien, Kappadokien, Pergamon og Pontus), som alle ved midten af første århundrede e.Kr. var blevet underlagt Romerriget. I 324 valgte den romerske kejser Konstantin den Store Byzans som imperiets nye hovedstad og omdøbte den til Nye Rom (der senere blev til Konstantinopel og nutidens Istanbul). Efter det Vestromerske riges fald blev byen hovedstad i det Østromerske Kejserdømme.

### Tyrkerne og det Osmanniske Rige
Huset Selcuk var en gren af Kınık Oghuz-tyrkerne, som i det 9. århundrede boede i udkanten af muslimske verden nord for det Kaspiske Hav og Aralsøen i Yabghu-khandømmet i Oghuz-konføderationen. I det 10. århundrede begyndte seljukkerne at vandre bort fra deres gamle hjemland mod det østlige Anatolien, som efter slaget ved Manzikert (Malazgirt) i 1071 efterhånden blev Oghuz-stammernes nye hjemland. Seljukkernes sejr medførte etableringen af det anatolske seljuk-sultanat, som udviklede sig til en selvstændig gren af det større Seljuk-imperium, der dækkede dele af Centralasien, Iran, Anatolien og Sydvestasien.
I 1243 blev Seljuk-hærene slået af mongolerne, og imperiets magt smuldrede langsomt. I dets sted udviklede et af de tyrkiske fyrstedømmer styret af Osman 1. sig til det Osmanniske rige og udfyldte det tomrum, som seljukkernes og østromernes sammenbrud havde efterladt.
Det osmanniske imperium havde kulturelle forbindelser til både den østlige og vestlige verden i løbet af sin 623-årige historie. I det 16. og 17. århundrede var det et af verdens politiske magtcentre, som ofte stødte sammen med det Tysk-romerske rige i sin stadige fremtrængen på landjorden mod Centraleuropa gennem Balkan og den sydlige del af den polsk-litauiske realunion, og sin kontrol af Middelhavet i samarbejde med styrker fra Habsburg i Spanien, Republikken Venedig og johanitterne. Desuden var dets flåde ofte involveret i kamp mod portugisiske flåder i det Indiske Ocean for at forsvare imperiets monopol på de gamle maritime handelsruter mellem Østasien og Vesteuropa, som havde oplevet stadig nedgang siden opdagelsen af Kap Det Gode Håb i 1488. 
Efter mange års tilbagegang trådte det osmanniske imperium i 1914 ind i første verdenskrig som følge af den tysk-osmanniske alliance og blev besejret. Efter krigen søgte de sejrende allierede magter at opdele imperiet ved Sèvres-traktaten.

### Den tyrkiske republik
De allieredes besættelse af Istanbul og İzmir efter første verdenskrig førte til oprettelsen af den tyrkiske nationalbevægelse. Under ledelse af Mustafa Kemal Pasha, en militærchef, som havde udmærket sig under slaget ved Gallipoli, indledtes den tyrkiske uafhængighedskrig med det mål at omgøre bestemmelserne i Sèvres-traktaten. Den 18 september 1922 var besættelseshærene drevet tilbage, og den nye tyrkiske stat oprettedes. Den 1. november afskaffede det nydannede parlament formelt sultanatet og afsluttede dermed 623 års osmannisk styre. Lausanne-traktaten fra 24. juli 1923 førte til international anerkendelse af den nydannede "tyrkiske republik" som efterfølger for det osmanniske rige, og republikken proklameredes officielt den 29. oktober 1923 i landets nye hovedstad, Ankara.
Mustafa Kemal blev republikkens første præsident og gennemførte som sådan mange gennemgribende reformer med det formål at grundlægge en ny verdslig republik på resterne af den osmanniske fortid. I henhold til loven om efternavne gav det tyrkiske parlament i 1934 Mustafa Kemal det hædrende navn "Atatürk" (tyrkernes fader).
Tyrkiet trådte ind i anden verdenskrig på de allieredes side den 23. februar 1945 som en ceremoniel gestus og blev medlem af de Forenede Nationer i 1945. Grækenlands vanskeligheder med at nedkæmpe en kommunistisk opstand førte sammen med krav fra Sovjetunionen om militærbaser i de tyrkiske stræder til, at USA fremsatte Truman-doktrinen i 1947. Den fremlagde Amerikas hensigt om at garantere Tyrkiet og Grækenlands sikkerhed og resulterede i omfattende militær og økonomisk hjælp fra USA.
Efter at have deltaget i Koreakrigen som en del af FN-styrken trådte Tyrkiet ind i NATO i 1952 og blev et bolværk mod sovjetisk fremtrængen i Middelhavsområdet. På Cypern førte et tiår med omfattende voldshandlinger og det græske militærkup i juli 1974, som væltede præsidenten, ærkebiskop Makarios, og indsatte Nikos Sampson som diktator, til en tyrkisk militær indgriben i 1974. Ni år senere oprettedes Den Tyrkiske Republik Nordcypern (TRNC), som imidlertid kun er anerkendt af Tyrkiet.
Indtil 1945 havde Tyrkiet etpartistyre, og i de følgende tiår med flere partier var der ofte store interne spændinger. Især i 1960'erne og i 1980'erne var der politisk ustabilitet, som førte til et antal militærkup, i i 1960, i1971, i 1980 og i 1997. Liberaliseringen af den tyrkiske økonomi, som begyndte i 1980'erne ændrede landets politiske landskab og gav skiftende perioder med høj vækst afløst af økonomiske kriser.

## Politik
Tyrkiet er et parlamentarisk repræsentativt demokrati. Siden grundlæggelsen af republikken i 1923 har Tyrkiet udviklet en stærk tradition for sekularisme. Tyrkiets forfatning sætter de juridiske rammer for landet. Den udstikker hovedprincipperne for regeringen og etablerer Tyrkiet som en centraliseret enhedsstat.
Mellem 1923 og 2018 var Tyrkiet et parlamentarisk repræsentativt demokrati. Et præsidentielt system blev vedtaget ved folkeafstemning i 2017; det nye system trådte i kraft med præsidentvalget i 2018 og giver præsidenten fuldstændig kontrol over den udøvende magt, herunder beføjelse til at udstede dekreter, udpege sit eget kabinet, udarbejde budgettet, opløse parlamentet ved at udskrive tidlige valg og foretage udnævnelser til bureaukratiet og domstolene. Embedet som premierminister er blevet afskaffet, og dets beføjelser (sammen med kabinettets) er blevet overført til præsidenten, som er statsoverhoved og vælges for en femårig periode ved direkte valg. Recep Tayyip Erdoğan er den første præsident valgt ved direkte afstemning. Tyrkiets forfatning styrer landets retlige rammer. Den fastlægger hovedprincipperne for regeringen og etablerer Tyrkiet som en centraliseret enhedsstat. Præsident Erdoğan er også formand for partiet Adalet ve Kalkınma Partisi, AKP. 
Den udøvende magt udøves af præsidenten, mens den lovgivende magt ligger i etkammerparlamentet, kaldet Tyrkiets store nationalforsamling. Den dømmende magt er nominelt uafhængig af den udøvende magt og den lovgivende magt, men de forfatningsmæssige ændringer, der trådte i kraft med folkeafstemningerne i 2007, 2010 og 2017, gav præsidenten og det regerende parti større beføjelser til at udnævne eller afskedige dommere og anklagere. Forfatningsdomstolen har til opgave at afgøre, om love og dekreter er i overensstemmelse med forfatningen. Statsrådet er sidste udvej for administrative sager og High Court of Appeals for alle andre.
Indtil 2018 var statsoverhovedet Præsidenten for Republikken, hvis rolle stort set kun var ceremoniel. Desuden skulle præsidenten ifølge forfatningen være upartisk dvs. uafhængig og ikke-medlem af et politisk parti, da præsidenten skulle repræsentere selve staten og dens essens, og ikke være et udtryk for et bestemt ideologisk ståsted eller en bestem politisk retning. 
Der har været almindelig stemmeret for begge køn i Tyrkiet siden 1933, og alle tyrkiske statsborgere der er fyldt 18 år har stemmeret. Pr. 2004 var der 50 registrerede politiske partier i landet, hvis ideologier strækker sig fra det yderste venstre til det yderste højre. Forfatningsdomstolen kan fratage statstilskuddet til politiske partier, der dømmes anti-sekulære eller separatistiske – eller den kan forbyde partiet.
Der er 600 medlemmer af parlamentet, og de er valgt for en firårig periode ved et forholdstalsvalg med partilister fra 85 valgdistrikter, der repræsenterer de 81 administrative provinser (İstanbul er delt i tre valgdistrikter, mens Ankara og İzmir er delt i to på grund af deres store befolkninger). For at undgå et ikke-beslutningsdygtigt parlament og en overdreven politisk fragmentering, er det kun partier, der vinder over 10 % af stemmer ved et valg, der kan komme i parlamentet. Som et resultat af denne regel, kom der i 2007 tre partier ind i parlamentet (to i 2002). På grund af et system af alliancer og uafhængige kandidaturer er der dog ofte repræsenteret en del partier i parlamentet. Uafhængige kandidater kan godt stille op, de skal dog vinde 10 % af stemmerne i deres valgkreds for at opnå indvalg.

### Udenrigspolitik
Tyrkiet er en stiftende medlem af FN (1945), OECD (1961), OIC (1969), OSCE (1973), ECO (1985), BSEC (1992) og G20 (1999). 17. oktober 2008 modtog Tyrkiet stemmer fra 151 lande og blev valgt ind som et ikke-permanent medlem af FN's sikkerhedsråd på vegne af WEOG-gruppen, sammen med Østrig, der modtog 132 stemmer. Tyrkiets medlemskab af rådet begyndte 1. januar 2009. Tyrkiet har tidligere været medlem af FN's sikkerhedsråd i 1951-1952, 1954-1955 og 1961.
På linje med sin traditionelle vestlige orientering har forbindelsen med Europa altid været en central del af Tyrkiets udenrigspolitik. Tyrkiet blev et stiftende medlem af Europarådet i 1949, anmodede om associeret medlemskab af EEC (forgænger for EU) i 1959 og blev et associeret medlem i 1963. Efter årtiers politiske forhandlinger anmodede Tyrkiet om fuldt medlemskab i EEC i 1987, blev associeret medlem af Vestunionen i 1992, opnåede en toldunion med EU i 1995 og har officielt påbegyndt formelle forhandlinger om fuldt medlemskab i EU 3. oktober 2005. Den generelle opfattelse er, at indlemmelsesprocessen vil tage mindst 15 år på grund af Tyrkiets størrelse og stor uenighed på visse områder. Blandt disse uenigheder kan nævnes tvisten med EU-medlemmet Republikken Cypern omkring Tyrkiets militære intervention i 1974 for at forhindre øens annektering til Grækenland. Siden da har Tyrkiet ikke anerkendt den essentielt græsk-cypriotiske Republikken Cypern som den eneste autoritet på landet, men støtter i stedet det tyrkisk-cypriotiske samfund i form af de facto-republikken Den Tyrkiske Republik Nordcypern.
Det andet definerende aspekt af Tyrkiets udenrigsforhold har været landets bånd med USA. Baseret på den fælles trussel fra Sovjetunionen gik Tyrkiet ind i NATO i 1952 for at sikre tætte bilaterale relationer med Washington under Den Kolde Krig. I tiden efter Den Kolde Krig er Tyrkiets geostrategiske vigtighed skiftet til nærheden til Mellemøsten, Kaukasus og Balkan. Ud over at have en vigtig NATO-luftbase nær Syrien og Irak, som USA bruger til operationer i området, har Tyrkiets status som et sekulært demokrati og positive relationer med Israel gjort Ankara til en vigtig allieret for Washington. Til gengæld har Tyrkiet nydt godt af USA's politiske, økonomiske og diplomatiske støtte, blandt andet i nøglesituationer som landets bud for medlemskab i EU.
Siden de sene 1980'ere er Tyrkiet i stigende grad begyndt at samarbejde med de førende økonomier i Østasien, specielt Japan og Sydkorea, om en lang række industrisektorer; lige fra samarbejdet om produktionen af biler og andet transportudstyr, som højhastighedstogsæt, til elektroniske varer, husholdsapparater, byggematerialer og militærudstyr.
De tyrkiske staters uafhængighed fra Sovjetunionen, med hvilke Tyrkiet deler en fælles kulturel og lingvistisk arv, tillod Tyrkiet at udvide sine økonomiske og politiske relationer dybt ind i Centralasien. Det mest iøjnefaldende af disse forhold førte til opførelsen af en flere milliarder dollars dyr olie- og gasrørledning fra Baku i Aserbajdsjan til Ceyhans havn i Tyrkiet. Baku-Tbilisi-Ceyhan-olierørledningen, som den kaldes, har været en del af Tyrkiets udenrigsstrategi, der går ud på at blive energileverandør til Vesten. Dog er Tyrkiets grænse mod Armenien, en stat i Kaukasus, lukket som følge af landets besættelse af Azeri-territoriet under Nagorno-Karabakh-krigen. Relationerne med Armenien er blevet yderligere anstrengt af kontroversen omkring af tvangsdeportationerne og de følgende dødsfald af hundredetusinder af armenere i det Osmanniske Riges sidste dage – en begivenhed der af flere lande og historikere kaldes det armenske folkemord. Tyrkiet afviser begrebet folkemord og argumenterer i stedet for, at dødsfaldene var resultater af sygdom, sult og stammekonflikter.

### Militær
Tyrkiets militær består af hæren, flåden og luftvåbenet. Gendarmeriet og kystvagten opererer som dele af indenrigsministeriet i fredstid, selvom de er underordnet henholdsvis hær- og flådekommandoen i krigstid, i hvilken de både har politi- og militærfunktioner.
Tyrkiets militær er den næststørste stående væbnede styrke i NATO, næst efter USA's militær, med sammenlagt 1.043.550 personer i uniform i sine fem grene. Enhver egnet mandlig tyrkisk statsborger, der ikke på andre måder er forhindret, skal tjene i militæret i perioder varierende fra tre uger til femten måneder, afhængig af uddannelse og jobplacering. Tyrkiet accepterer ikke modstand af samvittighedsmæssige årsager, og tilbyder ikke et civilt alternativ til militærtjeneste.
I 1998 annoncerede Tyrkiet et moderniseringsprogram til en værdi af 160 milliarder dollars over en tyveårig periode fordelt over forskellige projekter som kampvogne, jagerfly, helikoptere, ubåde, krigsskibe og stormgeværer. Tyrkiet er også en niveau 3-bidragsyder til Joint Strike Fighter (JSF)-programmet, hvormed de har mulighed for at udvikle og udøve indflydelse på skabelsen af den næste generation af jagerfly.
Tyrkiet har haft styrker i internationale missioner under FN og NATO siden 1950, blandt andet fredsbevarende missioner i Somalia og det tidligere Jugoslavien, ligesom man gav støtte til koalitionsstyrkerne i Golfkrigen. Tyrkiet har 36.000 soldater i Den Tyrkiske Republik Nordcypern og har udsendte tropper i Afghanistan som en del af USA's stabiliseringsstyrke og den FN-autoriserede, NATO-ledte ISAF-styrke siden 2001. I 2006 udsendte den tyrkiske regering en fredsbevarende styrke bestående af patruljebåde og omkring 700 soldater som en del af den udvidede United Nations Interim Force in Lebanon (UNIFIL)-styrke i efterdønningerne af Libanonkrigen 2006.
Chefen for den tyrkiske generalstab udnævnes af præsidenten og er ansvarlig over for premierministeren. Ministerrådet er ansvarligt over for parlamentet i nationale sikkerhedsspørgsmål og den tilsvarende forberedelse af forsvar af landet. Dog er det kun parlamentet, der kan erklære krig og udsende de væbnede styrker til andre lande, eller tillade udenlandske styrker at være udstationeret i Tyrkiet. Den faktiske leder af de væbnede styrker er Chefen for Generalstaben General İlker Başbuğ, der efterfulgte General Yaşar Büyükanıt 30. august 2008.
Med licens fra USA kan Tyrkiet også producere Amerikanske f-16 jagerfly. TAI har i alt bygget 278 f-16 jagerfly, men 46 af dem er blevet solgt til Egypten i år 1999. Efter JSF programmet er fuldført, kan Tyrkiet selv producere Lockeed Martins F-35 Lighting II jagerfly[kilde mangler]. 
I mere end 40 år under den kolde krig har Tyskland, Belgien, Holland og Tyrkiet været i besiddelse af Amerikanske atomvåben.
Der ligger omkring 90 Amerikanske atombomber i Incirlik flyvestation (Sydtyrkiet), ca. 40 ud af de 90 atomvåben har USA givet styringen til Tyrkiet. Men dette er ikke officielt endnu [kilde mangler].

## Administrativ inddeling
Tyrkiets hovedstad er Ankara, og landets administration er inddelt i 81 provinser. Provinserne indgår i syv regioner, der benyttes til folketællinger, men ellers ikke repræsenterer en administrativ struktur. Hver provins er underinddelt i distrikter, som der i alt findes 923 af. Marmararegionen med Istanbul er den mest folkerige region med mellem 20 og 30 millioner indbyggere (2022).
Provinserne bærer normalt det samme navn som deres provinshovedstæder, også kaldet centraldistriktet. Undtagelser fra dette er provinserne Hatay (hovedstad: Antakya, Kocaeli (hovedstad: İzmit) og Sakarya (hovedstad: Adapazarı). Provinserne med de største befolkninger er İstanbul (12 millioner), Ankara (4,4 millioner), İzmir (3,7 millioner), Bursa (2,4 millioner), Adana (2,0 millioner) og Konya (1,9 millioner).
Den største by er den præ-republikanske hovedstad Istanbul, der er landets finansielle, økonomiske og kulturelle centrum. Blandt andre vigtige byer kan nævnes İzmir, Bursa, Adana, Trabzon, Malatya, Gaziantep, Erzurum, Kayseri, Kocaeli, Konya, Mersin, Eskişehir, Diyarbakır, Antalya og Samsun. Det er anslået at 70,5 % af Tyrkiets befolkning bor i bycentre. I alt findes der 18 provinser med befolkninger på over 1 million, mens 21 provinser har befolkninger mellem en million og 500.000 indbyggere. Kun to provinser har befolkninger på under 100.000.

## Geografi
Tyrkiet er et transkontinentalt eurasisk land. Det asiatiske Tyrkiet (der i store træk udgøres af Anatolien), der omfatter 97% af landet, er delt fra det europæiske Tyrkiet af Bosporus, Marmarahavet og Dardanellerne (der tilsammen udgør en vandforbindelse mellem Sortehavet og Middelhavet). Det europæiske Tyrkiet (det østlige Thrakien eller Rumelien på Balkanhalvøen) udgør 3 % af landet.
Tyrkiets territorium er mere end 1600 km langt og 800 km bredt med en nærmest rektangulær form. Tyrkiets område, inklusiv søer, udgør 783.562 kvadratkilometer, af hvilke 755.688 kvadratkilometer ligger i Sydvestasien og 23.764 kvadratkilometer ligger i Europa. Tyrkiets område gør det til verdens 37. største land, og er omtrent samme størrelse som det europæiske Frankrig og det Forenede Kongerige lagt sammen. Tyrkiet omkranses af have på tre sider: det Ægæiske Hav mod vest, det Sorte Hav mod nord og Middelhavet mod syd. Tyrkiet indeholder også Marmarahavet mod nordvest.
Den europæiske del af Tyrkiet, mod nordvest, er det østlige Thrakien, der udgør grænsen mellem Tyrkiet og både Grækenland og Bulgarien. Den asiatiske del af landet, Anatolien (også kaldet Lilleasien), består af et højt centralt plateau med smalle sletter ved kysterne mellem Köroğlubjergkæden og den østlige Sortehavsbjergkæde mod nord og Taurusbjergene mod syd. Det østlige Tyrkiet har et mere bjergrigt landskab og er hjem for kilderne til blandt andet Eufrat, Tigris og Arasfloden, og indeholder Vansøen og Ararats bjerg, Tyrkiets højeste punkt med sine 5.165 meter over havets overflade.
Tyrkiet er geografisk inddelt i syv regioner: Marmararegionen, den Ægæiske region, Sortehavsregionen, den Centralanatoliske region, den Østanatoliske region, den Sydøstanatoliske region og Middelhavsregionen. Det ujævne nordlige anatoliske terræn, der løber langs det Sorte Hav, udgør et langt, smalt bælte. regionen udgør omkring en sjettedel af Tyrkiets areal. Ligesom den generelle trend bliver det indenlandske anatoliske plateau mere og mere ujævnt jo længere man kommer mod øst.
Tyrkiets varierede landskab er et produkt af komplekse jordbevægelser, der har formet regionen i tusinder af år, og som stadig manifesterer sig rimelig ofte gennem jordskælv og gennem lejlighedsvise vulkanudbrud. Bosporus og Dardanellerne skylder deres eksistens til nogle forkastningszoner, der løber gennem Tyrkiet, og som ledte til dannelsen af det Sorte Hav. Der løber en jordskælvsforkastningszone gennem det nordlige af landet fra øst til vest. Denne zone forårsagede et større jordskælv i 1999.
Tyrkiets kystregioner mod Middelhavet har et tempereret Middelhavsklima med varme, tørre somre og milde, våde og kolde vintre. Omstændighederne kan være meget hårdere i de meget tørre indenlandsregioner. Bjerge tæt på kysten forhindrer Middelhavets indflydelse i disse indenlandsregioner og giver det centrale Anatoliske Plateau et kontinentalklima med store forskelle på årstider. Vintrene på plateauet er specielt hårde. Temperaturer på −30 °C til −40 °C kan forekomme i bjergregionerne mod øst, og sne kan ligge på jorden 120 dage om året. Mod vest ligger den gennemsnitlige vintertemperatur på under 1 °C. Somrene er varme og tørre med temperaturer generelt over 30 °C om dagen. Den gennemsnitlige årlige nedbør ligger på omkring 400 millimeter, mens den faktiske mængde bestemmes af regionernes elevation. Den mest tørre region er Konyasletten og Malatyasletten, hvor det årlige regnland ofte ligger på under 300 millimeter. Maj er normalt den vådeste måned, mens juli og august er de mest tørre.

## Økonomi
Tyrkiet er et af de lande, der var med til at grundlægge OECD og G20. Tyrkiet har gennem det meste af sin historie haft en kvasi-etatistisk tilgang til økonomien med central budgetlægning og statslige restriktioner for deltagelse i den private sektor, udenlandshandel og direkte udenlands investering. Dog begyndte Tyrkiet en række reformer i 1980'erne på initiativ af premierministeren Turgut Özal. Disse reformer var rettet mod at skifte økonomien væk fra det etatistiske, isolerede system til en model, der var baseret på en privat sektor og markedsøkonomi. Reformerne lagde grunden til stor vækst, men denne vækst blev afbrudt af perioder med stærk recession og finansielle kriser i 1994, 1999 (efter jordskælvet det år), og 2001, resulterende i en gennemsnitlig vækst i BNP på 4% per år mellem 1981 og 2003. Mangel på opfølgende reformer kombineret med et stort og voksende underskud i den offentlige sektor og vidtgående korruption resulterede i høj inflation, en svag banksektor og store makroøkomiske svingninger.
Siden den økonomiske krise i 2001 og reformer igangsat af finansministeren, Kemal Derviş, er inflationen faldet til et etcifret tal, tilliden blandt investorer og de udenlandske investeringer er steget, og arbejdsløsheden er faldet. IMF forudser en 6% inflationsrate for Tyrkiet i 2008. Tyrkiet har gradvist åbnet sine markeder gennem økonomiske reformer ved at reducere regeringens kontrol med udenlandshandel og investering fra udlandet samt privatiseringen af offentligt ejede industrier, og liberaliseringen af mange sektorer til private eller udenlandske deltagere er fortsat trods fortsatte politiske debatter herom.
BNP voksede fra 2002 til 2007 i gennemsnit 7,4 %, hvilket gjorde Tyrkiet til en af de hurtigst voksende økonomier i verden i perioden. Verdensbanken forudser en 5,4 % BNP-vækstrate for Tyrkiet i 2008. Tyrkiets økonomi er ikke længere domineret af traditionel landbrugsaktivitet i de landlige egne, men mere af en stærk dynamisk industriel fremgang i de store byer, mest koncentreret i de vestlige provinser, sammen med en udviklet servicesektor. I 2007 stod landbruget for 8,9 % af BNP, mens den industrielle sektor stod for 30,8 % og servicesektoren for 59,3 %.
Turistindustrien har oplevet stor vækst i de sidste tyve år og udgør en vigtig del af økonomien. I 2007 var der 27.214.988 besøgende i landet, som bidrog med 18,5 milliarder amerikanske dollars til Tyrkiets indtægter.
Andre vigtige sektorer i den tyrkiske økonomi er bankvæsen, byggesektoren, hvidevarer, elektronik, tekstil, olieraffinering, petrokemiske produkter, mad, minedrift, jern og stål, maskinindustri og automobilindustri. Tyrkiet har en stor og voksende automobilindustri, som producerede 1.024.987 køretøjer i 2006, hvilket placerer landet som den 6. største automobilproducent i Europa det år efter Tyskland (5.819.614), Frankrig (3.174.260), Spanien (2.770.435), Storbritannien (1.648.388) og Italien (1.211.594). Tyrkiet er også et af de førende lande inden for skibsbygning og var i 2007 placeret som nummer 4 i verden (efter Kina, Sydkorea og Japan) opgjort efter antallet af bestilte skibe og også nummer 4 i verden (efter Italien, USA og Canada) opgjort i antallet af bestilte megayachter.
I de senere år er den høje inflation kommet under kontrol, og der er indført en ny valuta, nye tyrkiske Lira, den 1. januar 2005, for at manifestere de økonomiske reformer og slette sporene efter en ustabil økonomi. D. 1. januar 2009 blev den nye tyrkiske Lira omdøbt til at hedde tyrkiske Lira ligesom den gamle valuta, og der introduceredes nye sedler og mønter. Som resultat af fortsatte økonomiske reformer er inflationen faldet til 8,2 % i 2005, og arbejdsløshedsraten til 10,3 %. I 2004 blev det estimeret, at 46,2 % af befolkningens disponible indkomst gik til de højestlønnede 20 % af lønmodtagerne, mens de lavestlønnede 20 % fik 6%.
Tyrkiet har benyttet en toldunion mellem EU og Tyrkiet underskrevet i 1995 til at øge sin industrielle produktion til eksport, mens landet samtidig har nydt godt af investeringer i landet fra EU-landene. I 2005 opgjordes eksporten til 73,5 milliarder amerikanske dollars, mens importen samlet set opgjordes til 116,8 milliarder dollars, med stigninger på henholdsvis 16,3 % og 19,7 % sammenlignet med 2004. I 2006 udgjorde eksporten 85,8 milliarder USD, hvilket betød en stigning på 16,8 % i forhold til 2005. I 2007 nåede eksporten 115,3 milliarder USD (største eksportaftagere: Tyskland 11,2 %, Storbritannien 8 %, Italien 6,95 %, Frankrig 5,6 %, Spanien 4,3 %, USA 3,88 %; total EU-eksport 56,5 %.) Dog truedes betalingsbalancen af den samtidigt større import på omkring 162,1 milliarder USD (største importpartnere: Rusland 13,8 %, Tyskland 10,3 %, Kina 7,8 %, Italien 6 %, USA 4,8 %, Frankrig 4,6 %, Iran 3,9 %, Storbritannien 3,2 %; total EU-import 40,4 %; total Asien-import 27 %).
Efter år med små direkte udenlandske investeringer tiltrak Tyrkiet 21,9 milliarder USD på den konto i 2007 og forventes at tiltrække endnu mere i de følgende år. En række store privatiseringer, stabilitet baseret på begyndelsen på Tyrkiets optagelsesforhandlinger til EU, stærk og stabil vækst samt strukturelle ændringer i bank-, detail- og telekommunikationssektorerne har alt sammen bidraget til denne stigning.

## Demografi
Tyrkiets population baseret på folketællingen fra 2008 er på 71,6 millioner med en tilvækst på 1,31 % per år. Landets gennemsnitlige befolkningstæthed er på 92 personer per km². Den andel af befolkningen, der er bosat i byområder er 70,5 %. Folk inden for aldersgruppen 15–64 udgør 66,5 % af den totale befolkning, gruppen på 0-14-årige svarer til 26,4 % af populationen, mens personer på 65 år og højere udgør 7,1% af totalpopulationen. Ifølge statistikker fra 2005 er den forventede levealder på 68,9 år for mænd og 73,8 år for kvinder, hvor et gennemsnit på 71,3 år gælder for den samlede befolkning. Uddannelse er obligatorisk og gratis fra en alder af 6 til 15 år. Læsefærdigheden ligger på 95,3 % for mænd og 79,6 % for kvinder, hvor et samlet gennemsnit ligger på 87,4 %. De lave tal for kvinder skyldes primært arabere og kurdere, der bebor landets sydøstlige provinser, hvis traditionelle skikke bevirker det.

### Mindretal og sprog
Artikel 66 i Tyrkiets forfatning definerer en "tyrker" som "enhver, der er tilknyttet den tyrkiske stat gennem statsborgerskabet". Den lovlige brug af begrebet "tyrkisk" som en borger i Tyrkiet er således forskellig fra den etniske definition. Størstedelen af den tyrkiske befolkning er dog af tyrkisk etnicitet. Kurderne, en særskilt etnisk gruppe hovedsageligt bosat i landets sydøstlige provinser, er den største ikke-tyrkiske etnicitet og udgør omkring en femtedel af befolkningen. Andre større etniske grupper (store andele af hvem der i stor udstrækning er blevet "tyrkifiseret" siden Seljuk- og Osmannerperioderne) inkluderer abkhasere, adjarere, albanere, arabere, assyrere, bosniere, tjerkessere, hamshin, lasere, pomakker, romaer, zazaer og de tre officielt godkendte minoriteter (ifølge Lausanne-traktaten): Armeniere, grækere og jøder. Der er også en befolkningsgruppe af afrotyrkere inden for Tyrkiet, som mest bor i landets vestlige kystbyer og i stor udstrækning er blandet med den lokale befolkning gennem indbyrdes giftermål. Minoriteter af vesteuropæisk oprindelse indbefatter levantere (mest af fransk, genoviansk og veneziansk afstamning) som har været tilstede i landet siden middelalderen, samt Bosporus-tyskere og Istanbul-polakker som har boet i Tyrkiet siden det 19. århundrede. Minoriteter udover de tre officielt godkendte har ingen form for særlige gruppeprivilegier, og selve begrebet "minoritet" forbliver et følsomt emne i Tyrkiet. Pålidelige data for den præcise etniske fordeling af befolkningen er ikke tilgængelige, eftersom de ikke opgøres  i den officielle tyrkiske folketælling. Tyrkisk er det eneste officielle sprog i hele Tyrkiet. Pålidelige tal for den lingvistiske fordeling af befolkningen er ikke tilgængelige af samme grunde som nævnt ovenfor. Ikke desto mindre transmitterer den offentlige station TRT programmer på arabiske, bosniske, tjerkessiske og kurdiske lokalsprog og -dialekter få timer hver uge.

### Religion
Tyrkiet er officielt en sekulær stat uden nogen officiel statsreligion; den tyrkiske forfatning indeholder bestemmelse om religionsfrihed og samvittighed, men repræsenterer eller fremmer ikke en religion. Tyrkiets befolkning er overvejende muslimsk (99 %), idet hovedparten er Sunni-muslimer (75 %) og en stor minoritet er alevitter (15-25 %). Den resterende del af befolkningen er hovedsageligt kristne (mest græsk-ortodokse og armensk-apostolske) samt jøder (96 % sefardiske og 4 % ashkenaziske.) Ifølge en landsdækkende undersøgelse i 2007 har 96,8 % af de tyrkiske statsborgere en religion, mens 3,2 % er irreligiøse og ateister. 56 % af de mandlige muslimske statsborgere deltager regelmæssigt i fredagsbøn. Ifølge en rapport fra Pew Research Center i 2002 synes 65 % af befolkningen at "religion er meget vigtigt", mens der i en meningsmåling foretaget af Eurobarometer i 2005 var 95% af befolkningen, der angav, at de troede "der er en Gud".

## Kultur
Tyrkiet har en meget forskelligartet kultur som er en blanding af flere elementer fra Oğuz Turkic, anatolsk, osmannisk (som selv var en fortsættelse af både græsk-romersk og islamisk kultur) og vestlig kultur og traditioner, som begyndte med vestliggørelsen af det osmanniske rige og stadig fortsætter den dag i dag. Denne blanding opstod oprindeligt som et resultat af mødet mellem tyrkere og deres kultur og folk fra de folkeslag som de mødte på vejen under den tyrkiske vandring fra Centralasien til Vesten. Da Tyrkiet vellykket ændrede sig fra det religionsbaserede tidligere Osmanniske Rige til en moderne nationalstat med en stærk adskillelse af stat og religion, fulgte en stigning i de kunstneriske udtryksformer. I løbet af republikkens første år investerede regeringen en stor mængde ressourcer i finere kunst; såsom museer, teatre, operahuse og arkitektur. Fordi forskellige historiske faktorer spiller en vigtig rolle i defineringen af den tyrkiske identitet, er tyrkisk kultur et produkt af en indsats for at være "moderne" og vestlig kombineret med en følelse af nødvendigheden af at vedligeholde traditionelle religiøse og historiske værdier.
Tyrkisk musik og litteratur er gode eksempler på en sådan blanding af kulturel indflydelse, som var et resultat af samspillet mellem det Osmanniske Rige og den islamiske verden sammen med Europa, hvilket dermed bidrog til en blanding af tyrkiske, islamiske og europæiske traditioner i det moderne Tyrkiets musikalske og litterære værker. Tyrkisk litteratur blev kraftigt påvirket af persisk og arabisk litteratur under det meste af den Osmanniske æra, selvom virkningerne fra litterære traditioner fra både Europa og det tyrkiske folk blev tydeligere hen mod Rigets ende, specielt efter Tanzimat. Blandingen af kulturel indflydelse er for eksempel dramatiseret i form af de "nye symboler [på] kulturers sammenstød og sammenfletning" som afbilledes i værker af Orhan Pamuk, vinder af Nobelprisen i litteratur i 2006.
Arkitektoniske elementer fundet i Tyrkiet vidner også om den unikke blanding af traditioner som har påvirket regionen gennem århundreder. Udover de traditionelle byzantinske elementer som er synlige i flere dele af Tyrkiet, kan der også findes mange artefakter fra den sene osmanniske arkitektur, med dens specielle blanding af lokale og islamiske traditioner rundt omkring i landet såvel som i mange tidligere territorier kontrolleret af det Osmanniske Rige. Sinan betragtes generelt som den største arkitekt indenfor den klassiske periode af osmannisk arkitektur. Siden det 18. århundrede er tyrkisk arkitektur i stigende grad blevet påvirket af vestlig byggestil, og dette kan specielt ses i Istanbul hvor bygninger såsom Sultan Ahmed-moskeen og Dolmabahçepaladset kan ses i kontrast til flere moderne skyskrabere, som alle repræsenterer forskellige traditioner.

### Uddannelse og forskning
I hovedstaden Ankara ligger det store internationale Mellemøsten Tekniske Universitet (Orta Doğu Teknik Üniversitesi el. METU).

### Sport
Den populæreste sport i Tyrkiet er fodbold. Blandt topholdene i Tyrkiet kan nævnes Galatasaray, Fenerbahçe og Beşiktaş. I 2000 cementerede Galatasaray sin rolle som en større europæisk klub ved at vinde UEFA Cuppen og UEFA Super Cuppen. To år senere sluttede landsholdet som nummer tre ved VM i fodbold 2002 i Japan og Sydkorea, mens holdet nåede semifinalerne ved EM i fodbold 2008. Atatürk Stadion i Istanbul var vært ved UEFA Champions League-finalen i 2005, mens Şükrü Saracoğlu Stadium i Istanbul var vært for UEFA Cup finalen 2009.
Blandt andre populære sportsgrene er basketball og volleyball. Tyrkiet var vært for finalerne ved EuroBasket 2001 og vil også være vært ved verdensmesterskaberne i basketball 2010. Mændenes landshold i basketball sluttede som nummer to ved EuroBasket 2001 og nåede kvartfinalerne ved verdensmesterskaberne i basketball 2006; mens Efes Pilsen S.K. vandt Korac Cup i 1996, sluttede som nummer to ved Saporta Cup i 1993, og nåede til Final Four i Euroleague og Suproleague i 2000 og 2001. Tyrkiske basketballspillere som Mehmet Okur og Hidayet Türkoğlu har og været succesfulde i NBA. Kvindevolleyballholdene, specielt Eczacıbaşı og VakıfBank S.K., har vundet flere europæiske mesterskaber og medaljer.
Den tyrkiske nationalsport var Yağlı güreş (oliebrydning) siden Osmanner-tiden. Edirne har været vært for de årlige Kırkpınar-mesterskaber i oliebrydning siden 1361. Internationale brydeformer administreret af FILA som fristil-brydning og græsk-romersk brydning er også populære med mange sejre ved europæiske mesterskaber, olympiske mesterskaber og verdensmesterskaberne til de tyrkiske brydere, både individuelt og som landshold. En anden større sportsgren, som tyrkerne har haft succes med, er vægtløftning, idet både mandlige og kvindelige tyrkiske vægtløftere har slået flere verdensrekorder og vundet flere medaljer ved EM, VM og OL Naim Süleymanoğlu og Halil Mutlu har særligt udmærket sig ved at være nogle af de få vægtløftere, der har vundet tre guldmedaljer ved tre forskellige olympiader.
Motorsport er blevet populært specielt efter optagelsen af Rally of Turkey i FIA World Rally Championship-kalenderen i 2003, og tilføjelsen af det tyrkiske grand prix til Formel 1-kalenderen i 2005. Blandt andre vigtige årlige motorsportsbegivenheder, der bliver afholdt på Istanbul Park-banen, kan nævnes MotoGP Grand Prix of Turkey, FIA World Touring Car Championship, GP2 Series og Le Mans Series. En gang imellem er Istanbul og Antalya også vært ved den tyrkiske afdeling af F1 Powerboat Racing-mesterskaberne, mens den tyrkiske afdeling af Red Bull Air Race, en konkurrence for fly, finder sted over Det gyldne Horn i Istanbul. Surfing, snowboarding, skateboarding, paragliding og andre ekstremsportsgrene bliver mere og mere populære hvert år.